# Base de datos como comunicador de procesos
La expresión base de datos como comunicador de procesos en programación, se utiliza para describir el uso, inadecuado e inapropiado, de una base de datos como medio para transmitir información entre procesos. En una situación así, habrá generalmente un proceso que se encargará de actualizar los registros de la base de datos y otro que comprobará esos mismos registros (en general con bastante frecuencia) para detectar cambios y actuar en consecuencia.
El resultado de este comportamiento es un rendimiento pobre y trabajo innecesario para la base de datos. Los sistemas que usan una base de datos de este modo se comportan con frecuencia como si estuviesen siendo sometidos a una gran carga de trabajo en todo momento. Es por ello que esta aproximación a la intercomunicación de procesos se considera un antipatrón.
- Datos: Q5227377